# Arrondissement Saintes
Das Arrondissement Saintes ist eine Verwaltungseinheit des Départements Charente-Maritime in der französischen Region Nouvelle-Aquitaine. Unterpräfektur ist Saintes.
Es umfasst 88 Gemeinden in sechs Wahlkreisen (Kantonen).

## Wahlkreise
- Kanton Chaniers (mit 17 von 27 Gemeinden)
- Kanton Saintes
- Kanton Saint-Porchaire
- Kanton Saintonge Estuaire (mit 22 von 23 Gemeinden)
- Kanton Saujon (mit 7 von 9 Gemeinden)
- Kanton Thénac (mit 21 von 25 Gemeinden)

## Gemeinden
Die Gemeinden des Arrondissements Saintes sind:
| 1. Arces (17015)                    | 2. Balanzac (17030)                   | 3. Barzan (17034)                      | 4. Berneuil (17044)                 |
| 5. Beurlay (17045)                  | 6. Boutenac-Touvent (17060)           | 7. Brie-sous-Mortagne (17068)          | 8. Burie (17072)                    |
| 9. Bussac-sur-Charente (17073)      | 10. Chaniers (17086)                  | 11. Chenac-Saint-Seurin-d’Uzet (17098) | 12. Chérac (17100)                  |
| 13. Chermignac (17102)              | 14. Colombiers (17115)                | 15. Corme-Écluse (17119)               | 16. Corme-Royal (17120)             |
| 17. Courcoury (17128)               | 18. Cozes (17131)                     | 19. Cravans (17133)                    | 20. Crazannes (17134)               |
| 21. Dompierre-sur-Charente (17141)  | 22. Écoyeux (17147)                   | 23. Écurat (17148)                     | 24. Épargnes (17152)                |
| 25. Floirac (17160)                 | 26. Fontcouverte (17164)              | 27. Geay (17171)                       | 28. Gémozac (17172)                 |
| 29. Grézac (17183)                  | 30. Jazennes (17196)                  | 31. La Chapelle-des-Pots (17089)       | 32. La Clisse (17112)               |
| 33. La Jard (17191)                 | 34. La Vallée (17455)                 | 35. Le Chay (17097)                    | 36. Le Douhet (17143)               |
| 37. Le Seure (17426)                | 38. Les Essards (17154)               | 39. Les Gonds (17179)                  | 40. Luchat (17214)                  |
| 41. Médis (17228)                   | 42. Meursac (17232)                   | 43. Migron (17235)                     | 44. Montils (17242)                 |
| 45. Montpellier-de-Médillan (17244) | 46. Mortagne-sur-Gironde (17248)      | 47. Nancras (17255)                    | 48. Nieul-lès-Saintes (17262)       |
| 49. Pessines (17275)                | 50. Pisany (17278)                    | 51. Plassay (17280)                    | 52. Pont-l’Abbé-d’Arnoult (17284)   |
| 53. Port-d’Envaux (17285)           | 54. Préguillac (17289)                | 55. Rétaud (17296)                     | 56. Rioux (17298)                   |
| 57. Romegoux (17302)                | 58. Rouffiac (17304)                  | 59. Sablonceaux (17307)                | 60. Saint-André-de-Lidon (17310)    |
| 61. Saint-Bris-des-Bois (17313)     | 62. Saint-Césaire (17314)             | 63. Sainte-Gemme (17330)               | 64. Sainte-Radegonde (17389)        |
| 65. Saintes (17415)                 | 66. Saint-Georges-des-Coteaux (17336) | 67. Saint-Porchaire (17387)            | 68. Saint-Romain-de-Benet (17393)   |
| 69. Saint-Sauvant (17395)           | 70. Saint-Sever-de-Saintonge (17400)  | 71. Saint-Simon-de-Pellouaille (17404) | 72. Saint-Sulpice-d’Arnoult (17408) |
| 73. Saint-Vaize (17412)             | 74. Saujon (17421)                    | 75. Semussac (17425)                   | 76. Soulignonne (17431)             |
| 77. Talmont-sur-Gironde (17437)     | 78. Tanzac (17438)                    | 79. Tesson (17441)                     | 80. Thaims (17442)                  |
| 81. Thénac (17444)                  | 82. Thézac (17445)                    | 83. Trizay (17453)                     | 84. Varzay (17460)                  |
| 85. Vénérand (17462)                | 86. Villars-en-Pons (17469)           | 87. Villars-les-Bois (17470)           | 88. Virollet (17479)                |

## Neuordnung der Arrondissements 2017

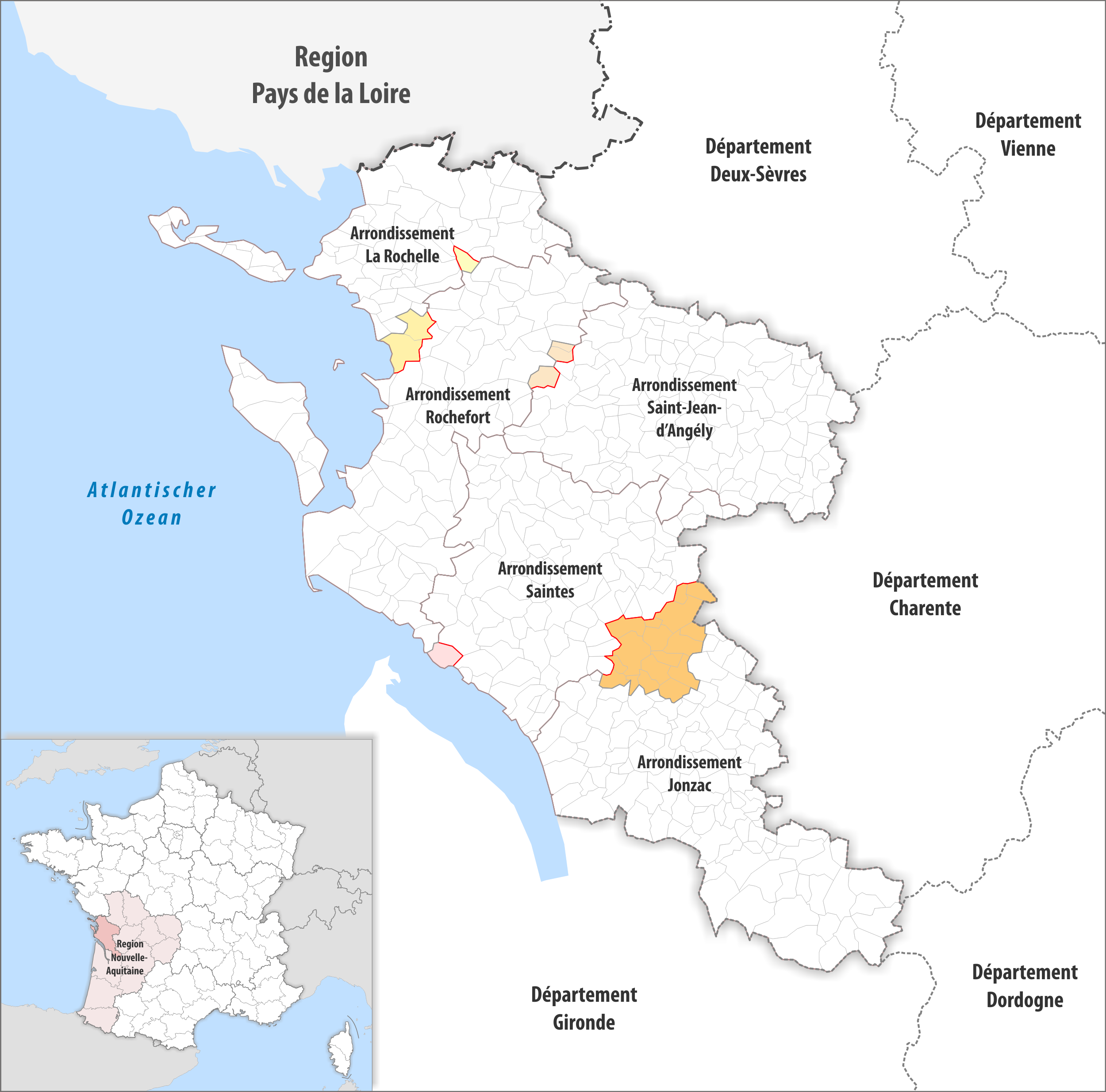
Arrondissementsanpassungen im Jahr 2017

Durch die Neuordnung der Arrondissements im Jahr 2017 wurde aus dem Arrondissement Saintes die Fläche der 17 Gemeinden Avy, Belluire, Biron, Bougneau, Brives-sur-Charente, Chadenac, Coulonges, Échebrune, Fléac-sur-Seugne, Marignac, Mazerolles, Pérignac, Pons, Saint-Léger, Saint-Quantin-de-Rançanne, Saint-Seurin-de-Palenne und Salignac-sur-Charente dem Arrondissement Jonzac zugewiesen.
Dafür wechselte die Fläche der Gemeinde Meschers-sur-Gironde vom Arrondissement Saintes zum Arrondissement Rochefort.

## Ehemalige Gemeinden seit 2015
- Saint-Romain-sur-Gironde